# Il cielo non cade mai
Il cielo non cade mai è una miniserie televisiva del 1992 tratta dall'omonimo romanzo di Maria Venturi.

## Trama
La trama si svolge tra Roma e Parigi.
Nicola, studente universitario di legge, fuoricorso, figlio di Vittorio (giudice che prospetta per il figlio un futuro da avvocato) e di Silvia, professoressa universitaria di letteratura, coltiva l'aspirazione di diventare un giorno un famoso stilista, a scapito degli studi di giurisprudenza. Nicola ha una storia d'amore con Camille, modella parigina, che si presta a finanziare di tasca propria i corsi di stilismo dell'amato; ma è una storia tormentata, fatta di gelosie.
Un giorno Nicola va all'università a prendere la madre e lì conosce Francesca, brillante studentessa di letteratura, figlia dell'editore Giovanni Fasser e allieva della madre. Nasce una profonda simpatia, nel cuore di Francesca subito molto di più ed essa fa in modo di avvicinare Nicola, con la scusante di un vestito fatto apposta per lei. Nel frattempo Vittorio scopre che il figlio non dà esami all'università da parecchio tempo e gli intima di mollare sia la sua spasimante francese, sia i corsi di moda. Camille va fuori Roma per una sfilata; Nicola ne approfitta per finire in vestito di Francesca: in questa occasione nasce il sentimento tra i due. Camille ritorna a Roma e intuisce che c'è stato qualcosa tra il suo fidanzato e Francesca. Arriva il compleanno di Francesca: Nicola vuole andarci, Camille no. Alla fine lui va e lei si presenta poco dopo: i due litigano violentemente e Nicola lascia Camille.
Nei giorni successivi, Nicola e Francesca vivono intensamente la loro storia. Contemporaneamente Francesca scopre la relazione clandestina che lega la madre Diana a Battista (Gianni Garko), il fidato collaboratore di suo padre Giovanni. Minaccia di dire tutto al padre se lei ostacolerà la sua relazione con Nicola (che per la madre è solo un perditempo); ma Diana ancora non se la sente di lasciare Giovanni.
Camille dice di tornare a Parigi da suo fratello Paul e chiede a Nicola di vedersi per un'ultima volta. L'incontro finisce in lite e i due hanno un incidente stradale.
Nicola se la cava; Camille, come comunica il fratello, potrebbe perdere l'uso delle gambe. Nicola vuole rivedere Camille; supplica il padre di intercedere, ma Vittorio è fermo sulla sua linea: deve chiudere con la modella. Nicola parte in treno per Parigi e grazie all'aiuto di Antonio, un musicista brasiliano che conosce in albergo, riabbraccia Camille che è ben felice di riaccoglierlo, nonostante Paul abbia cercato di impedire l'incontro. Nel frattempo, a Roma, Francesca scopre di essere incinta. Decide di parlarne con Nicola appena rientrerà.
Nicola torna a Roma e comunica a Francesca di sposare Camille; Francesca non gli dice di essere incinta e lo lascia andare. I coniugi Brentano tagliano i ponti con il figlio.
Giovanni Fasser accoglie la confidenza della figlia ed è ben felice di accogliere anche il nascituro (teme solo che la moglie non possa approvare la scelta), ma un infarto lo stronca. Alla lettura del testamento, Francesca scopre di possedere solo la nuda proprietà dei beni del padre, al fine di evitare che a causa di incomprensioni tra gli eredi, la casa editrice entri in crisi. Diana confessa alla figlia di non essere la sua vera madre, ma di essere il frutto di una relazione di Giovanni con un'altra donna. Francesca lascia la casa paterna; in un ultimo incontro con Battista, il compagno della madre, le chiede di essere più tollerante e che comunque per qualsiasi cosa abbia bisogno può fare riferimento su di lui. Francesca va a vivere con Angela e Angelo i suoi due amici più cari, trova lavoro in un bar e porta avanti la gravidanza. Una sera Diana fa visita alla figlia e le chiede di tornare a casa; Francesca rifiuta e Diana, in una punta d'orgoglio, si fa firmare i documenti di delega per la società, facendole credere di essere spinta unicamente da un fattore economico. In un freddo giorno d'inverno, nasce Stella. Diana, nonostante non sia in contatto diretto con la figlia, è felice di questo lieto evento e mette al corrente del fatto anche la famiglia Brentano. Silvia e Vittorio incontrano Francesca, ma lei fermamente consentirà loro di vedere la figlia, purché Nicola non ne sappia mai nulla. A Parigi, Nicola e Camille, con l'aiuto di Paul, fratello di lei, fondano una casa di moda, la Delaunay-Brentano. Durante la terza e ultima puntata Nicola in Francia è riuscito ad ottenere successo, ma il suo matrimonio è naufragato. Decide di tornare a Roma per visitare la madre e cerca il suo antico amore Francesca. Quando si incontrano, capiscono entrambi che l'amore non è mai cessato e decidono di iniziare una nuova vita insieme.